# Venas perforadoras
Las venas perforadoras o perforantes se llaman así porque perforan la fascia profunda de los músculos, para conectar las venas superficiales con las venas profundas donde drenan.
Su papel es primordial para mantener un correcto drenaje de la sangre. Tienen válvulas que evitan que la sangre fluya de vuelta (regurgitación) de las venas profundas a las superficiales en la  sístole muscular o contracción.
Existen a lo largo de la longitud del miembro inferior, en mayor número en la pierna (referencia anatómica debajo de la rodilla) que en el muslo.
Algunas venas llevan el nombre del médico que las describió por primera vez: 
- La vena perforadora de Dodd en el tercio inferior del muslo
- La vena perforadora de Boyd a nivel de la rodilla
- Las venas perforadoras de Cockett en los 2/3 inferiores de la pierna (normalmente hay tres: medias superiores y perforadoras de Cockett inferiores)

Otros tienen el nombre de la vena profunda donde drenan:
- Vena perforadora del gastrocnemio medial, que drena en las venas gastrocnemias.
- Venas perforadoras fibrilares, generalmente dos, una superior cerca del zona lateral de la rodilla y otra inferior en la zona lateral del tobillo.

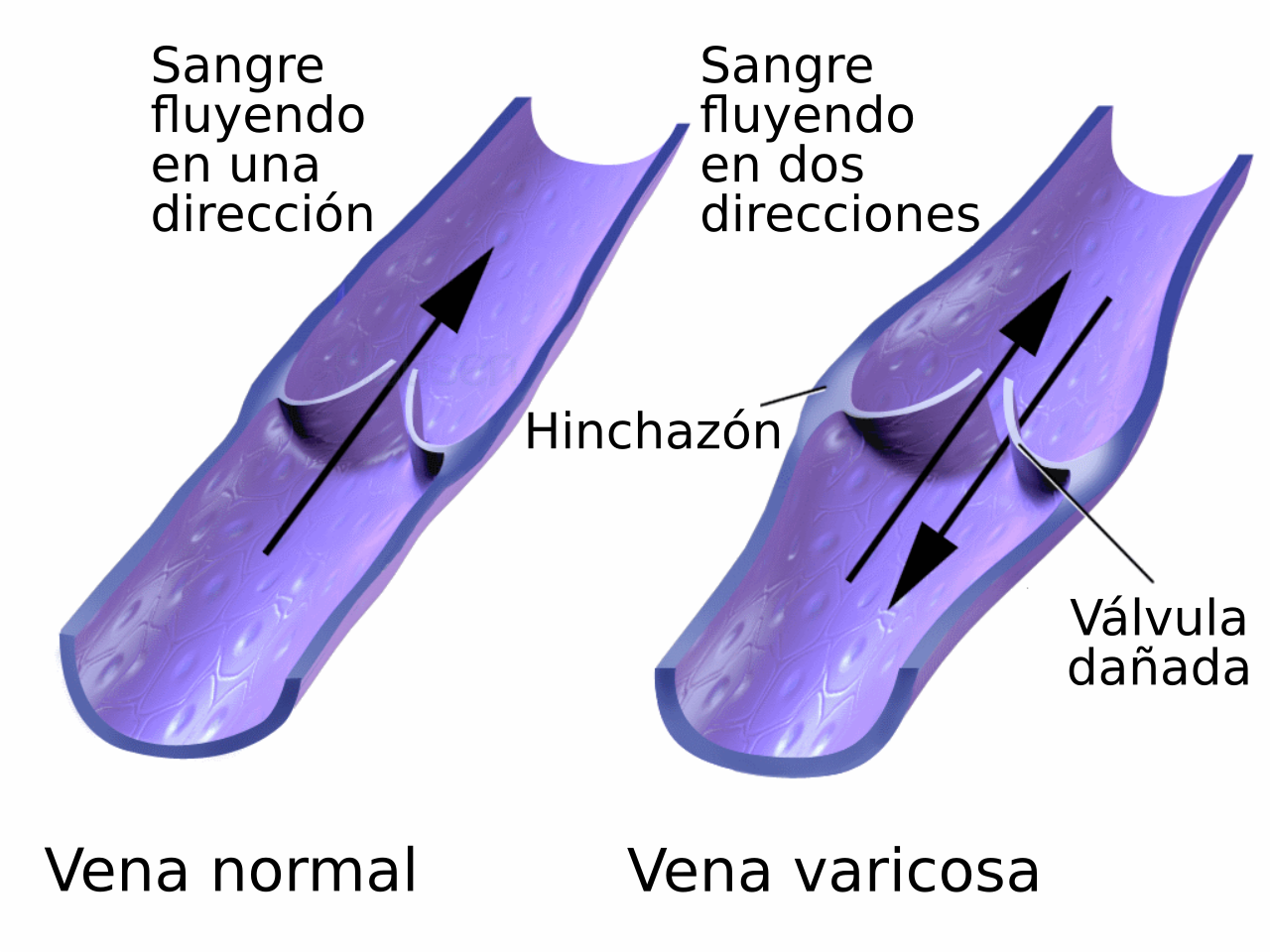
Válvulas venosas continentes e incontinentes

Cuando las válvulas de las venas perforandoras se vuelven incompetentes pueden causar reflujo venoso cuando los músculos se contraen. Esto ha sido explicado por Mark Whiteley como "reflujo venoso activo".  El reflujo resultante puede causar un rápido deterioro de una enfermedad varicosa existente y ser responsable del desarrollo de úlceras venosas.
En el pasado, cuando se realizaba una cirugía de várices, el cirujano ligaba cuidadosamente todas las venas perforadoras, pero algunos creen que se pueden utilizar técnicas conservadoras para tratar la enfermedad de las varices utilizando las venas perforadoras para drenar el sistema venoso superficial  En este caso, la ecografía venosa de los miembros inferiores juega un papel importante en la evaluación de qué venas perforadoras se pueden utilizar.
Sin embargo, cada vez hay más pruebas (véase más abajo) que empiezan a favorecer el tratamiento de las venas perforadoras incompetentes mediante técnicas mínimamente invasivas como el TRLOP.

## Significado clínico
El hecho de que las venas perforantes incompetentes (VPI) requieran o no tratamiento es controvertido, particularmente cuando se asocia con el tratamiento de las varices. Sin embargo, las investigaciones han demostrado que existe una clara asociación entre la presencia de VPI y las varices recurrentes.
Antes de 1985, la ligadura de las VPI requería una cirugía abierta. En 1985, G. Hauer describió la técnica de la cirugía endoscópica sub-fascial de vena perforante (SEPS) que permite la ligadura de las IPV a través de una pequeña incisión. 
El SEPS fue reemplazado en 2001 por una técnica mínimamente invasiva que utiliza la cirugía de agujeros de alfiler, llamada TRansLuminal Occlusion of Perforators (TRLOP) que para 2009 había demostrado ser tan efectiva como el SEPS en un estudio de 5 años. Como el TRLOP puede realizarse bajo anestesia local y bajo guía de ultrasonido, las ventajas sobre el más invasivo y doloroso SEPS eran claras.
En 2007 hubo un intento de renombrar el TRLOP como PAP (ablación percutánea de los perforadores) pero se vio que los PAP eran simplemente una copia del procedimiento TRLOP ya descrito.